# 松山町 (名古屋市)
松山町（まつやまちょう）は、愛知県名古屋市東区の地名。

## 歴史

### 沿革
- 1878年（明治11年）12月28日 - 東門前町・高岳町の各一部および小川町西ノ切により、名古屋区松山町として成立[3]。
- 1889年（明治22年）10月1日 - 名古屋市成立に伴い、同市松山町となる[3]。
- 1908年（明治41年）4月1日 - 東区成立に伴い、同区松山町となる[3]。
- 1976年（昭和51年）1月18日 - 東区泉二丁目・泉三丁目および東桜二丁目にそれぞれ編入され消滅[3]。